# NGC 281
NGC 281 (również Mgławica Pacman, Sharpless 184 lub IC 11) – obszar H II (również mgławica emisyjna) znajdujący się w konstelacji Kasjopei. Został odkryty 16 listopada 1881 roku przez Edwarda Barnarda. Znajduje się w odległości około 9500 lat świetlnych od Ziemi w ramieniu Perseusza.

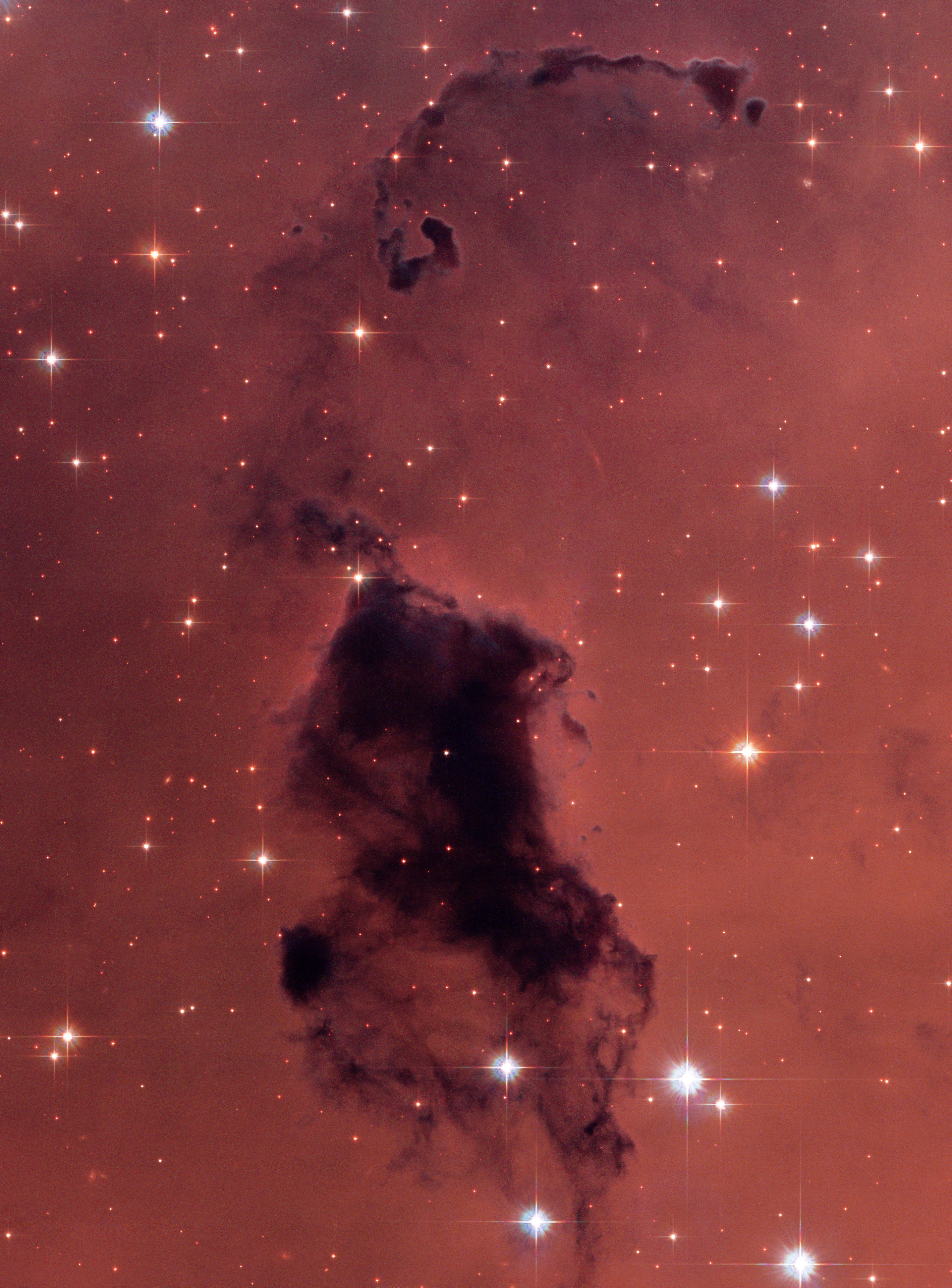
Globula Boka w NGC 281 (HST)

Mgławica ta jest klasycznym obszarem H II, oświetlanym przez młode gwiazdy uformowane w tej mgławicy. Obłok molekularny, z którego powstała mgławica od kilku milionów lat jest miejscem formowania się młodych masywnych gwiazd. Gwiazdy te należą do gromady IC 1590 znajdującej się powyżej centrum NGC 281. Gromada gwiazd obfitująca w nowe gwiazdy jest źródłem energii mgławicy. Wskazuje to na to, że proces tworzenia gwiazd trwa. Na pierwszym planie mgławicy widocznych jest kilka ciemnych globul Boka. W tych gęstych globulach obserwowanych w latach 90. XX wieku w podczerwieni odkryto protogwiazdy. Największa globula należąca do NGC 281 ma średnicę około 2,6 roku świetlnego.